# Měšťanstvo
Měšťanstvo či buržoazie (z franc. bourgeoisie) je označení sociální vrstvy měšťanů čili plnoprávných obyvatel měst.

## Historie
Měšťanstvo vzniklo během hospodářského rozmachu a vzestupu měst ve středověku a mezi měšťany se původně počítali pouze ti obyvatelé měst, kteří v nich vlastnili nemovitosti a trvale tam žili. Zejména tzv. svobodná města měla už ve středověku značnou míru samosprávy a měšťané si zde volili své zástupce jako městskou radu či konšely. V pozdním středověku se měšťanstvo domohlo i zastoupení na zemských sněmech, bylo tam ale v menšině. V období absolutismu (v českých zemích od roku 1629) se postavení měšťanstva většinou zhoršilo a plného uznání se měšťané domohli až ve Francouzské revoluci, kdy v parlamentu nahradili duchovní stav.
V 19. století bylo měšťanstvo nejvýznamnější a také nejdynamičtější společenskou vrstvou, muselo však čelit požadavkům méně majetných a později i nemajetných obyvatel měst. Baráčníci a pak i dělníci tak museli bojovat o prosazení svých občanských a politických práv právě proti měšťanstvu. Proto se „buržoazie“ stala pro dělnické hnutí a později i marxismus synonymem vrstvy boháčů a vykořisťovatelů i třídního nepřítele. Teprve se zaváděním všeobecného volebního práva kolem roku 1900 se tento rozdíl v politickém ohledu setřel. Už od 15. století byli měšťané zastánci vzdělanosti a demokratických přeměn ve společnosti a v 19. století se stávali i mecenáši umění.

## Maloměšťan a velkoměšťan
Zatímco Marxovi se buržoazie jevila jako jediná „třída“, Max Weber rozdělil měšťanstvo do dvou skupin či vrstev. „Malí“ měšťané, například čeští baráčníci, patří podle něho do střední třídy, velká buržoazie - bankéři, továrníci a velcí obchodníci - tvoří vyšší třídu společnosti. V Čechách hrála kromě toho velkou roli i národní příslušnost měšťanů, neboť právě čeští měšťané se nejvíc zasazovali o národní hnutí a jeho politické cíle.

## Měšťan a občan
Slovo pro občana v západoevropských jazycích - anglické citizen, francouzské citoyen i německé Bürger - znamenalo původně měšťan. Protože Češi v 19. století sice ve městech bydleli, nebyli však většinou občany, musela si čeština vytvořit nové slovo „občan“. Proto v češtině necítíme úzký vztah mezi měšťanstvím a demokratickým občanstvím, které z něho vzniklo. Naopak máme pohrdlivé označení „měšťák“, které se těžko překládá do jiných jazyků.